# Darko Milanič
Darko Milanič (18 de desembre de 1967) és un exfutbolista eslovè de la dècada de 1990 i entrenador.
Fou cinc cops internacional amb la selecció iugoslava i 42 més amb Eslovènia.
Pel que fa a clubs, defensà els colors de Izola, FK Partizan i Sturm Graz.
Un cop retirat començà la carrera d'entrenador, dirigint clubs com Maribor, Sturm Graz o Leeds United.